# Club Sportivo Sergipe
Club Sportivo Sergipe är en fotbollsklubb från Aracaju, huvudstad i delstaten Sergipe, Brasilien. Den bildades 1909 och hemmamatcherna spelas på Estádio João Hora de Oliveira i Aracaju. Klubbens smeknamn är Colorado, O Mais Querido och Gipão.

## Historia
Klubben bildades den 17 oktober 1909 (vilket gör dem till den näst äldsta fotbollsklubben i Sergipe) en vecka efter att Contigüiba EC bildades. En del hävdar att klubben bildades av en grupp från Cotinguiba, som var missnöjda med namnet på den klubben men det är inte bevisat. Forskning och vittnesmål bland annat från en av grundarna till klubben (José Couto de Farias,) visar en annan version: det behövdes mer än en klubb i staden för att man skulle kunna hålla tävlingar.
Klubben bildades från början som sportklubb, speciellt inriktad på rodd. Klubbens första kontor öppnades den 8 januari 1910 i ett garage i närheten av Foundry (numera Ivo do Prado Avenue) nära floden Sergipe, och senare i januari 1910 döpte man sin första båt Nereida. Den första kappseglingen hölls den 11 juni 1910 mot Contigüiba på floden Sergipe och det kom även att bli den första av många segrar mot Tubarão da Praia.
I mitten av 1916 började man spela fotboll tillsammans med medlemmar från Contigüiba utan att man brydde sig om vilken klubb man kom ifrån. I slutet av året beslutade båda klubbarna att man skulle ta in den nya sporten på programmet. Colorado kom snabbt att bli den mest populära klubben i staten och kom även att bli den mest framgångsrika. Mellan 1991 och 1996 vann man delstatsmästerskapen sex år i rad. Klubben är den enda som deltagit i alla officiella statliga mästerskap sedan det första 1918.
1972 blev Sergipe den första klubben från delstaten Sergipe som spelade i Campeonato Brasileiro Série A, (den högsta serien i Brasilien) där slutade man på 26:e plats.
Klubbens största rivaler är Confiança.

## Meriter

### Fotboll
- Campeonato Sergipano (Delstatsmästare i Sergipe): 1922, 1924, 1927, 1928, 1929, 1932, 1933, 1937, 1940, 1943, 1955, 1961, 1964, 1967, 1970, 1971, 1972, 1974, 1975, 1982, 1984, 1985, 1989, 1991, 1992, 1993, 1994, 1995, 1996, 1999, 2000 (sub judice), 2003
- Start tournament: 1921, 1942, 1946, 1963
- Centenary of Maceió tournament: 1939
- Capital Champion: 1939, 1945, 1960

### Rodd
- Campeonato Sergipano de Remo: 1911, 1913, 1916, 1919, 1922, 1929, 1939,1940, 1941, 1942, 1943, 1944, 1946.